# Prepseudatrichia gobabebensis
Prepseudatrichia gobabebensis är en tvåvingeart som först beskrevs av Kelsey 1976.  Prepseudatrichia gobabebensis ingår i släktet Prepseudatrichia och familjen fönsterflugor.
Artens utbredningsområde är Namibia. Inga underarter finns listade i Catalogue of Life.